# 林棘
林棘（1970年12月—），男，中华人民共和国外交官，现任中华人民共和国驻苏里南共和国特命全权大使。

## 生平
林棘曾任驻西班牙大使馆领事部主任、驻赤道几内亚大使馆政务参赞。2013年，任驻墨西哥大使馆政务参赞。2014年，升任公使衔参赞。2020年，回国任外交部礼宾司公使衔参赞。2022年10月，挂职云南省德宏傣族景颇族自治州副州长。2024年11月，出任中华人民共和国驻苏里南大使。